# Стрич, Джон
Джон Стрич, или Стреч (англ. John Streeche, или англ. John Strecche, лат. Iohannes Strecche Canonicus, около 1360 — около 1430) — английский хронист, монах-августинец, каноник аббатства Св. Марии в Кенилворте (Уорикшир), один из летописцев Столетней войны. 

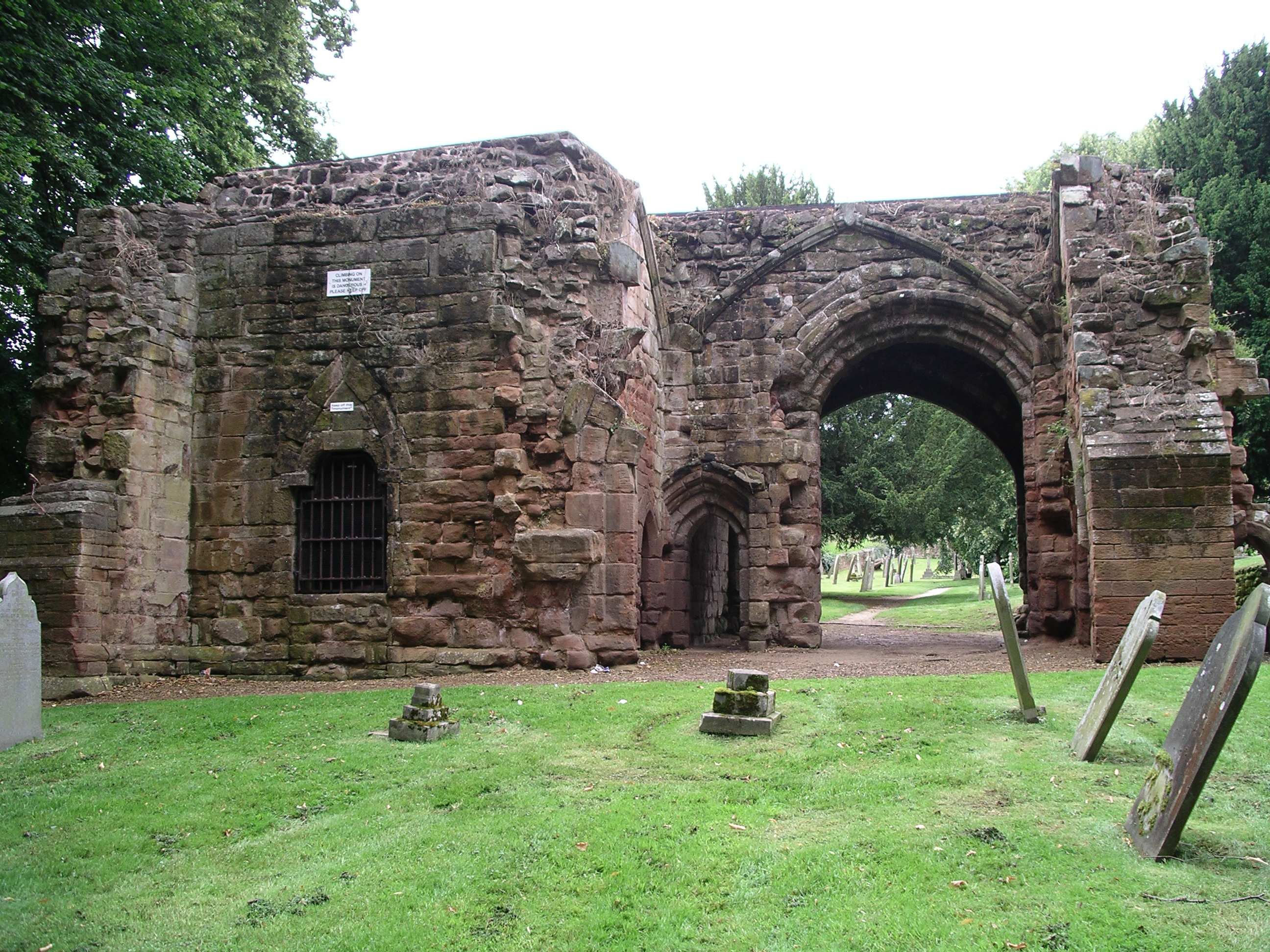
Руины аббатства Св. Марии в Кенилворте

## Биография
Дата и место рождения точно неизвестны, современный исследователь его творчества Дж. М. Хилтон называет 1360 год. Шотландский историк церкви Джеймс Э. Уайли считал, что семья его происходила из Норфолка в Восточной Англии.
Некоторые биографические сведения можно извлечь из его собственных сочинений. Будучи весьма начитанным для провинциального монаха, он явно получил неплохое образование, возможно, в одном из университетов. Анализ его произведений показывает немалую эрудицию их автора, в частности, знакомство с сочинениями Теофраста, Марка Аврелия, Иоанна Хризостома, Гильдеберта, епископа Турского (1125—1134), а также известного поэта-сатирика второй пол. XII века Найджела Лонгшампского.
С 1407 по 1425 год он возглавлял приорат в Бруке (Ратлендшир), подчинявшийся аббатству Св. Марии в Кенилворте (Уорикшир).
Вероятно, знаком был с королём Генрихом V, неоднократно посещавшим аббатство. Умер после 1425 года, возможно, около 1430 года.

## Сочинения
Из исторических сочинений Джона Стрича известны «Краткая хроника Англии от Брута до 1422 года», достаточно подробно освещающая англосаксонский период, а также «Хроника правления короля Генриха V» (англ. The Chronicle for the Reign of Henry V), полностью посвящённая войнам этого короля во Франции и содержащая ценные сведения о Столетней войне, в том числе битве при Азенкуре и пр. 
«Краткая хроника Англии», написанная на среднеанглийском языке, охватывает события начиная с прибытия на остров легендарного Брута Троянского, и кончая смертью Генриха V в 1422 году. Наиболее ценными для историков являются четвёртая и пятая её книги, охватывающие период с норманнского завоевания (1066) до воцарения Ланкастеров. Источниками для неё послужили «Церковная история англов» Беды Достопочтенного (VIII в.), «История королей Британии» Гальфрида Монмутского (XII в.), «Троянская история» Гвидо де Колумны (XIII в.), «Полихроникон» Ранульфа Хигдена (ум. 1364), анонимная хроника «Брут» (XIV в.) и др.
В основу латинской «Хроники правления», или «Жизни и деяний благородного короля Англии Генриха V» (лат. Vita et actus nobilissimi regis Anglorurn Henrici Quinti), охватывающей события 1414—1422 годов, положены были «Рифмованная книга о Генрихе V» приора Лентонского аббатства клюнийцев Томаса Элмхема (ум. 1427), а также поэма участника битвы при Азенкуре и осады Руана Джона Пэйджа, о чём свидетельствуют параллели в изложении событий и акростихи с именами авторов.
По своему характеру «Хроника правления короля Генриха V» больше напоминает панегирик, король-полководец в ней сравнивается с библейскими и античными героями, а рассказы о его военных победах носят восторженно-патриотический характер, с явными преувеличениями в ущерб объективности. Тем не менее, хроника Стрича содержат ряд сведений, не встречающихся в других источниках. Так, в качестве основной причины возобновления войны Генриха V с французами он называет не территориальные претензии короля, а его неудачное сватовство к дочери Карла VI принцессе Екатерине.
Подробно описывая исторические события со времён Брута и действия королевских войск во Франции, Стрич почти полностью игнорирует при этом историю собственного приората, что нетипично для традиционной монастырской хроники.
В собрании Британской библиотеки сочинения Джона Стрича сохранились в составе двух манускриптов XV века: MS 38665 и MS 35295. Первый включает в себя пять прозаических текстов на латыни, в том числе переписанные его рукой «Книгу Катона» (лат. Liber Catonis) и басни Эзопа. Вышеописанные исторические хроники входят в состав второй рукописи, в монограмме на титульном листе которой и на листе 246 упоминается имя Стрича.
Из других работ Стрича известен сборник назидательных статей, вероятно, предназначавшихся для обучения послушников.

## Публикации
- Strecche John. The Chronicle of John Strecche for the reign of Henry V (1414—22), ed. by Frank Taylor // Bulletin of the John Rylands’ Library. — Volume 16. — Manchester, 1932. — № 1, January. — pp. 146–187.